# پرچم تانزانیا

پرچم تانزانیا

پرچم تانزانیا با تناسب ۲ به ۳، پس از ادغام تانگانیکا و زنگبار در ۲۶ آوریل ۱۹۶۴ و تشکیل جمهوری جدیدی که در ۲۹ اکتبر همان سال تانزانیا نام گرفت در همان سال از ترکیب پرچم‌های دو بخش ادغام شده به‌وجود آمد. نوار سبز پایین پرچم تانگانیکا با نوار آبی‌رنگ بالای پرچم زنگبار جایگزین و نوار میانی پرچم به صورت مورب بازچینی شد تا هر دو بخش دارای سهمی یکسان باشند. این نوار که سیاه رنگ بوده و دو لبه‌اش باریکه‌هایی زردرنگ دارد از گوشهٔ پایینی بخش اهتزاز پرچم شروع شده و تا گوشهٔ بالایی بخش پرواز پرچم امتداد می‌یابد. بدین ترتیب دو مثلث در پرچم شکل می‌گیرد که مثلث بالایی (در قسمت اهتزاز) سبزرنگ بوده و مثلث پایینی آبی رنگ است.

## نمادشناسی
در این پرچم رنگ‌های سبز نشانگر پوشش گیاهی طبیعی تانزانیا، طلایی نماد ذخایر غنی معدنی کشور، سیاه نشانهٔ مردم بومی سیاهپوست و سواحیلی‌تبار و آبی نشانگر دریاچه‌ها و رودخانه‌های پرشمار تانزانیا و همچنین اقیانوس هند است.

## پرچم‌های تانگانیکا و زنگبار
پرچم‌های تانگانیکا و زنگبار که از ترکیب آنها پرچم تانزانیا به‌وجود آمد:

پرچم تانگانیکا
پرچم زنگبار